# Mijn gitaar
Mijn gitaar is een single uit 1964 van Sandra Reemer, als kindersterretje Sandra.
Mijn gitaar was een cover van Ma guitare, uit de film D'ou viens tu, Johnny, geschreven door Johnny Hallyday, Eddie Vartan, Jill & Jan (Gilbert Guenet en Jean Setti), Jan Pliet en Van Aleda (pseudoniem voor Louis Geuvens, wiens vrouw Alida van Nerum heette). De B-kant Als de wilde rozen bloeien was een eigen compositie van Frans Kerkhof, samen met Ko van Santen, die voornamelijk carnavalskrakers schreef.
De arrangementen waren van Frans Kerkhof, tevens leider van hert orkest.
Op de achterkant van de hoes werd reclame gemaakt voor Sandra's concurrenten:
- Willeke Alberti met Spiegelbeeld en Als ik je fluiten hoor
- Willy Alberti met Ik heb 't geluk besteld
- Johnny Hallyday met Pour moi la vie va commencer en Ma guitare
- Sœur Sourire met Dominique
- Anneke Grönloh met Rozen hebben doornen en Da doe ron ron
- Sheila met Le Siflet des copains
- Esther Ofarim en Abraham met One more dance
- Johnny Lion met Laddy-lo
- Dutch Swing College Band met Dominique

Er waren nog geen officiële Nederlandse en Belgische hitparades.
Sandra Reemer

Al di là · Stille nacht, heilige nacht · 'k Zweef aan m'n ballonnetje · Gloria, gloria · Sluimer zacht · Singapura · Hoe leit dit kindeke · Mijn gitaar · Kopi susu · Als jij maar wacht · Een bos rozen · Heimwee · Mijn concert · Teddy song · Jij vergeet · Since you have gone · (I've got) A love like a rainbow · Simon Zealotes · Love me, honey · The party's over · Trust in me · This is your heartbeat · How little we know · Colorado · Nothing's gonna change · It hurts to be in love · America here I come · Indonesia · Get it on · Rien ne va plus · Fly like an angel · Gold · All out of love · Sleep with me tonight · Laughter in the rain · Goodnight, sweetheart, goodnight · Smoke gets in your eyes · La colegiala · For your love · He was the one · Love is cruel · Domenica · The last goodbye · Mensen zoals jij · Kom naar me toe · Alles wat ik wil · Een boom voor het leven · De mooiste droom is vogelvrij
Sandra en Andres

Storybook children · Somethin' in my heart · For the first time in my life · Reach for the moon · Let us pray together · Love is all around · Those words · Que je t'aime · Mary Madonna · Als het om de liefde gaat · Mama mia · Auntie · Aime-moi · Dzjing boem! · True love · You believed · Oh, nous sommes très amoureux
Dutch Divas

Work that body · From New York to L.A.